# Ctenosaura bakeri
La iguana de Utila (Ctenosaura bakeri) es una especie de escamosos de la familia Iguanidae y es una de las especies de su familia en mayor peligro de extinción.

## Distribución geográfica
Es endémica de los manglares de la isla de Útila, en las islas de la Bahía (Honduras), y fuera de esta zona sólo existen unas decenas de ejemplares repartidos por varios zoológicos europeos y estadounidenses.

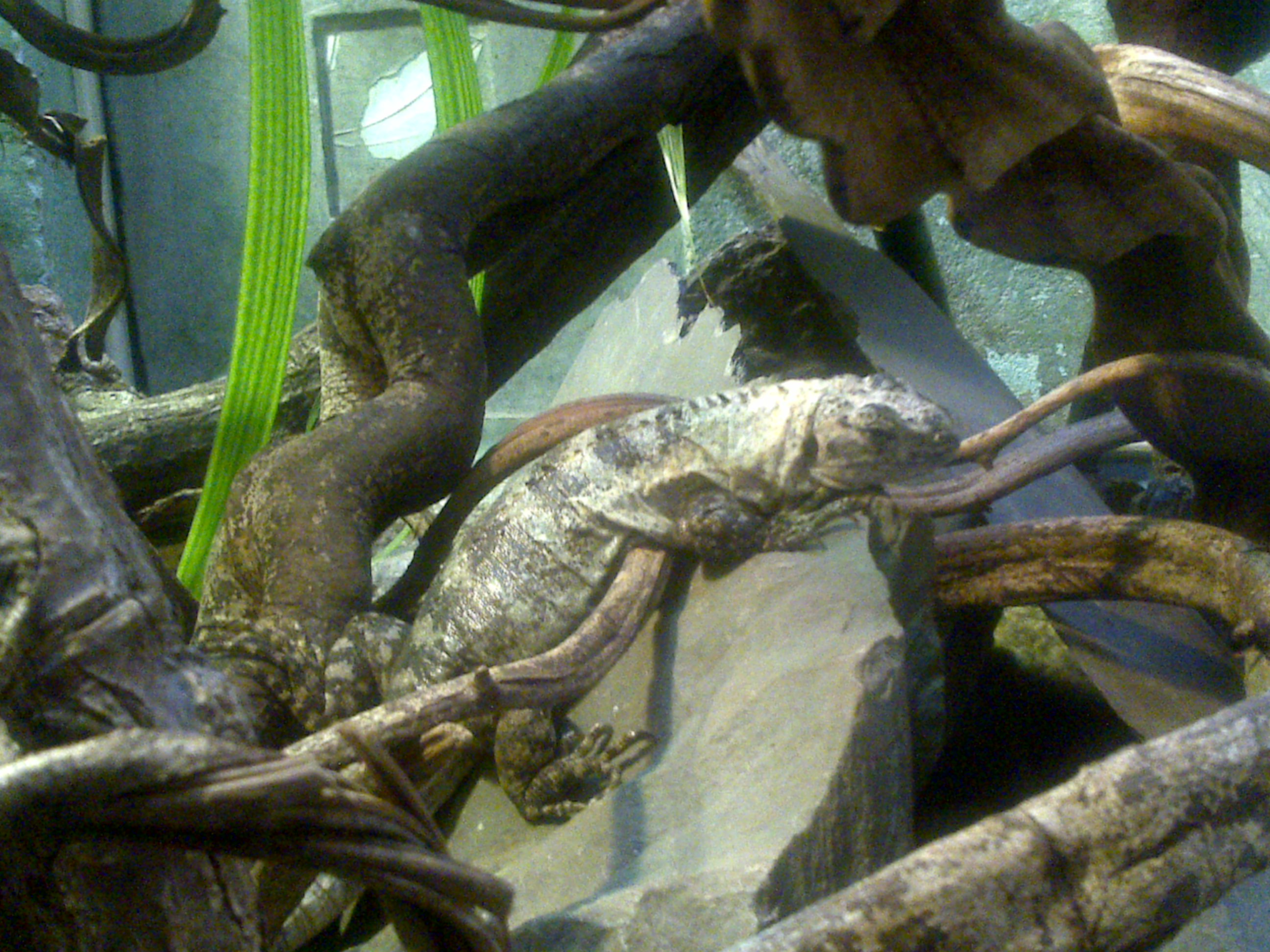
Iguana de utila, en el London Zoo.